# 배자예부운략
배자예부운략(排字禮部韻略)은 대전광역시 유성구에 있는, 조선시대에 시부(詩賦)의 운(韻)을 찾기 위하여 만든 자전(字典)이다. 2009년 1월 28일 대전광역시의 유형문화재 제35호로 지정되었다.

## 개요
시부(詩賦)의 운(韻)을 찾기 위하여 만든 자전(字典)으로 고려시대 이후 선비들의 필수적인 자전이었으며, 조선후기 활자 인쇄술과 서지학, 국어학· 음운학 연구에 중요한 가치를 지님. 또한 내사기(內賜記)가 있어 그 가치가 높다.

## 참고 문헌
- 배자예부운략 - 국가유산청 국가유산포털